# Шахтарська міська рада (Донецька область)
Шахта́рська міська́ ра́да — адміністративно-територіальна одиниця та орган місцевого самоврядування у Донецькій області з адміністративним центром у місті обласного значення Шахтарську.

## Загальні відомості
- Територія ради: 51 км²
- Населення ради: 60 290 осіб (станом на 1 лютого 2014 року)[2], з них:
  - міського населення: 58 469 осіб
  - сільського населення: 1821 особа

## Адміністративний устрій
Загалом Шахтарській міськраді підпорядковується 1 місто, 4 смт (3 селищні ради) і 9 селищ.
Шахтарська міська рада — 71 658 осіб (за переписом 2001 року):
- м. Шахтарськ — 59589 осіб
- с-ще Вікторія — 290 осіб
- с-ще Гірне — 1480 осіб
- с-ще Дорофієнко — 70 осіб
- с-ще Зарічне — 30 осіб
- с-ще Кищенко — 208 осіб
- Контарненська селищна рада — 2 938 осіб
  - смт Контарне — 2013 осіб
  - смт Московське — 925 осіб
- Сердитенська селищна рада — 2054 осіб
  - смт Сердите — 1994 осіб
  - с-ще Дубове — 30 осіб
  - с-ще Лобанівка — 30 осіб
- Стіжківська селищна рада — 4 999 осіб
  - смт Стіжківське — 4653 осіб
  - с-ще Вінницьке — 118 осіб
  - с-ще Чумаки — 110 осіб

## Склад ради
Рада складається з 50 депутатів та голови.
- Голова ради: Наумович Олександр Володимирович
- Секретар ради: Стоміна Олена Анатоліївна

### Керівний склад попередніх скликань
| Прізвище, ім'я, по батькові      | Основні відомості                                                       | Дата обрання | Дата звільнення |
| -------------------------------- | ----------------------------------------------------------------------- | ------------ | --------------- |
| Наумович Олександр Володимирович | Міський голова, 1963 року народження, освіта вища, член Партії регіонів | 26.03.2006   | 31.10.2010      |
| Наумович Олександр Володимирович | Міський голова, 1963 року народження, освіта вища, член Партії регіонів | 31.10.2010   |                 |

Примітка: таблиця складена за даними сайту Верховної Ради України

### Депутати
За результатами місцевих виборів 2010 року депутатами ради стали:

#### За суб'єктами висування
| Суб'єкт висування           | Кількість обраних депутатів | %  |
| --------------------------- | --------------------------- | -- |
| Партія регіонів             | 43                          | 86 |
| Комуністична партія України | 6                           | 12 |
| Партія «Руський блок»       | 1                           | 2  |

#### За округами
| № округу                    | Прізвище, ім'я, по батькові       | Дата визнання обраним | Освіта             | Партійна приналежність            | Відомості про обраного депутата |
| --------------------------- | --------------------------------- | --------------------- | ------------------ | --------------------------------- | --- |
| Комуністична партія України |                                   |                       |                    |                                   | |
| б/м                         | Прокоф'єв Віктор Борисович        | 05.11.2010            | вища               | член Комуністичної партії України | пенсіонер |
| б/м                         | Давиденко Олексій Іванович        | 05.11.2010            | вища               | член Комуністичної партії України | приватний підприємець |
| б/м                         | Руденко Тамара Семенівна          | 16.05.2012            | середня            | член Комуністичної партії України | пенсіонер |
| 13                          | Пупенко Володимир Іванович        | 24.08.2011            | вища               | позапартійний                     | пенсіонер |
| 14                          | Курдибаха Ігор Васильович         | 05.11.2010            | вища               | член Комуністичної партії України | Шахтарська міська рада, помічник-консультант народного депутата України Волинця Є.В                                                                          |
| 22                          | Українська Валентина Миколаївна   | 05.11.2010            | вища               | позапартійна                      | пенсіонер |
| Партія регіонів             |                                   |                       |                    |                                   | |
| б/м                         | Стоміна Олена Анатоліївна         | 05.11.2010            | вища               | член Партії регіонів              | Шахтарська міська рада, секретар ради |
| б/м                         | Білицька Катерина Анатоліївна     | 05.11.2010            | вища               | член Партії регіонів              | Шахтарська багатопрофільна гімназія, директор |
| б/м                         | Батрудтінов Руслан Рауфович       | 05.11.2010            | вища               | позапартійний                     | приватний підприємець |
| б/м                         | Островой Леонід Петрович          | 05.11.2010            | вища               | член Партії регіонів              | Відокремлений підрозділ «Управління допоміжного виробництва» ДП «Шахтарськ-антрацит», керівник                                                               |
| б/м                         | Глушко Юрій Петрович              | 05.11.2010            | вища               | член Партії регіонів              | Відділення виконавчої дирекції фонду соц. страхування від нещасних випадків на виробництві та проф. захворювань України, керівник                            |
| б/м                         | Лебеденко Руслан Миколайович      | 05.11.2010            | вища               | член Партії регіонів              | ТОВ «Буран ЛТД», директор |
| б/м                         | Бугрій Галина Миколаївна          | 05.11.2010            | вища               | член Партії регіонів              | Навчально-виховний комплекс № 1, директор |
| б/м                         | Листопад Сергій Анатолійович      | 05.11.2010            | вища               | член Партії регіонів              | приватний підприємець |
| б/м                         | Олейников Сергій Миколайович      | 05.11.2010            | вища               | член Партії регіонів              | Відокремлений підрозділ "Центральна збагачувальна фабрика «Шахтарська», керівник                                                                             |
| б/м                         | Христофорова Ніна Олександрівна   | 05.11.2010            | вища               | член Партії регіонів              | Профспілка Шахтарської міської лікарні робітників охорони здоров'я України, голова                                                                           |
| б/м                         | Кудряшов Едуард Миколайович       | 05.11.2010            | вища               | позапартійний                     | СБУ України у Донецькій обл., спеціаліст |
| б/м                         | Єфремов Сергій Миколайович        | 05.11.2010            | вища               | член Партії регіонів              | Виробнича одиниця «Шахтарськтепломережа», керівник |
| б/м                         | Лебеденко Євгеній Миколайович     | 05.11.2010            | вища               | член Партії регіонів              | ТОВ «Шахтарський трикотаж», директор |
| б/м                         | Деркач Михайло Макарович          | 05.11.2010            | вища               | член Партії регіонів              | Держ. ВАТ "Вантажно-транспортне управління «Шахтарськвантажтранс», директор                                                                                  |
| б/м                         | Таран Валентина Григорівна        | 05.11.2010            | вища               | член Партії регіонів              | Шахтарська міська рада, начальник управління культури, молоді та спорту                                                                                      |
| б/м                         | Малога Наталя Миколаївна          | 05.11.2010            | середня            | член Партії регіонів              | Селищний комітет с. Гірне, голова |
| б/м                         | Кордюкова Катерина Олексіївна     | 05.11.2010            | вища               | член Партії регіонів              | загальноосвітня школа № 8, директор |
| б/м                         | Гончарук Ельвіра Анатоліївна      | 05.11.2010            | середня            | позапартійна                      | Шахтарська міськрайонна газета «Знамя Победи», журналіст |
| б/м                         | Рубан Валерій Васильович          | 05.11.2010            | вища               | член Партії регіонів              | Державне підприємство «Шахтарськантрацит», генеральний директор                                                                                              |
| б/м                         | Вельма Максим Володимирович       | 05.11.2010            | вища               | член Партії регіонів              | Держ. ВАТ "Вантажно-транспортне управління «Шахтарськвантажтранс», керівник планово-економічного відділу                                                     |
| б/м                         | Лілова Олена Валеріївна           | 02.02.2011            | вища               | член Партії регіонів              | Апарат Шахтарської міської організації Партії регіонів, керівник                                                                                             |
| 1                           | Власенко Зінаїда Георгіївна       | 05.11.2010            | вища               | член Партії регіонів              | Управління праці та соціального захисту населення Шахтарської міської ради, начальник                                                                        |
| 2                           | Веселіна Лариса Василівна         | 05.11.2010            | вища               | член Партії регіонів              | Комунальне підприємство «Комунальник», директор |
| 3                           | Копійка Олег Васильович           | 05.11.2010            | вища               | член Партії регіонів              | Відокремлений підрозділ "шахта «Шахтарська-Глибока» ДП «Шахтарськантрацит», директор                                                                         |
| 4                           | Петренко Галина Олександрівна     | 05.11.2010            | вища               | позапартійна                      | Управління державного казначейства у м. Шахтарську, начальник                                                                                                |
| 5                           | Шатцькова Ніна Єгорівна           | 05.11.2010            | середня            | член Партії регіонів              | ТОВ «Житловик», директор |
| 6                           | Козар Андрій Леонідович           | 05.11.2010            | вища               | член Партії регіонів              | приватний підприємець |
| 7                           | Карпенко Тетяна Веніамінівна      | 05.11.2010            | вища               | член Партії регіонів              | Шахтарська загальноосвітня школа I-III ст. № 18, директор |
| 8                           | Хроленок Жанетта Августинівна     | 18.03.2013            | вища               | позапартійна                      | Шахтарський кінотехнікум, директор |
| 9                           | Шестопалова Надія Миколаївна      | 05.11.2010            | вища               | член Партії регіонів              | Комунальне підприємство житлове підприємство «Городок», начальник                                                                                            |
| 10                          | Чайковський Сергій Михайлович     | 05.11.2010            | середня            | член Партії регіонів              | ТОВ «Прана плюс», директор |
| 11                          | Паляниця Сергій Валерійович       | 24.08.2011            | середня спеціальна | позапартійний                     | приватний підприємець |
| 12                          | Одрова Тетяна Володимирівна       | 05.11.2010            | вища               | член Партії регіонів              | Шахтарська загальноосвітня школа І-ІІ ст. № 11, директор |
| 15                          | Шатов Олександр Васильович        | 05.11.2010            | вища               | член Партії регіонів              | приватний підприємець |
| 16                          | Устенко Іван Васильович           | 05.11.2010            | вища               | член Партії регіонів              | ТОВ «Шахтарський хліб», керівник |
| 17                          | Ільчук Володимир Миколайович      | 05.11.2010            | вища               | член Партії регіонів              | Шахтарська центральна міська лікарня, лікар-хірург |
| 18                          | Подорожня Вітта Вікторівна        | 05.11.2010            | вища               | член Партії регіонів              | Шахтарська центральна міська лікарня, головний лікар |
| 19                          | Коваленко Микола Миколайович      | 05.11.2010            | вища               | член Партії регіонів              | ЗАТ «Транспортпостзбут», голова правління |
| 20                          | Мандриченко Володимир Миколайович | 05.11.2010            | вища               | член Партії регіонів              | Шахтарська виконавча дирекція з ліквідації шахт ДП «Донецька обласна дирекція з ліквідації збиткових вугледобувних та вуглепереробних підприємств», директор |
| 21                          | Артюх Валерій Олексійович         | 05.11.2010            | вища               | член Партії регіонів              | Державне підприємство «Шахтарськантрацит», головний гірник                                                                                                   |
| 23                          | Сашенков Володимир Павлович       | 05.11.2010            | вища               | член Партії регіонів              | ТОВ"Аякс та К", керівник |
| 24                          | Лизов Ігор Вікторович             | 05.11.2010            | вища               | член Партії регіонів              | Мале приватне підприємство «Россія», директор |
| 25                          | Рагунович Оксана Василівна        | 05.11.2010            | вища               | член Партії регіонів              | Шахтарська загальноосвітня школа І-ІІ ст. № 9, директор |
| Партія «Руський блок»       |                                   |                       |                    |                                   | |
| б/м                         | Кушніров Олександр Леонідович     | 05.11.2010            | середня            | член партії «Руський блок»        | приватний підприємець |

## Населення
За даними перепису 2001 року населення Шахтарської міської ради становило 60368 осіб, із них 22,46 % зазначили рідною мову українську, 76,34 %— російську, 0,16 %— білоруську, 0,06 %— вірменську, 0,03 %— молдовську, 0,01 %— циганську, а також болгарську, грецьку, німецьку, єврейську, польську, румунську, гагаузьку та угорську мову.